# Margareta av Angoulême
Margareta av Navarra eller Margareta av Angoulême, född 11 april 1492 i Angoulême, död 21 december 1549 i Béarn, var drottning av Navarra som gift med Henrik II av Navarra.  Hon var också känd som författare och beskyddare av fransk kultur och litteratur. Hon hade en nära relation till sin bror, Frankrikes kung, och betraktas som en centralfigur i den franska renässansen. Hon är känd som författare av novellsamlingen Heptameron, som utgavs postumt 1558.

## Biografi
Margareta var dotter till greve Charles av Orléans och Louise av Savojen och syster till kung Frans I av Frankrike. Margareta fick en hög utbildning i renässansens bildningsideal och kunde tala och skriva latin. 
Det föreslogs att hon skulle gifta sig med Henrik VII av England sedan han blivit änkling, men planen förverkligades inte. Hon gifte sig 1509 med hertig Charles av Alençon, som dog 1525. Äktenskapet arrangerades av Ludvig XII av Frankrike för att behålla makens förläning i det franska kungahuset. Paret beskrevs som omaka och fick inga barn. Maken beskrivs som analfabet och Margareta som isolerad ute på hans slott med sin strängt religiösa svärmor Marguerite de Lorraine-Vaudémont. 

### Frans I:s syster
Hennes bror Frans efterträdde i januari 1515 deras kusin Ludvig XII som kung av Frankrike, något som förändrade hela hennes tillvaro. Hon och hennes bror hade en nära relation, och både hon och deras mor intog framträdande platser vid sin brors hov och fungerade som hans rådgivare. På sin brors önskan ersatte hon ofta drottningen så fort denna av någon anledning var frånvarande, och fester, baler och tornerspel hölls till hennes ära. Poeten Clément Marot beskrev henne: "en kvinnas kropp, en mans hjärta, en ängels huvud". Margareta tog hand om sina brorsdöttrar Madeleine och Marguerite efter sin svägerska drottning Claudes död 1524. 
När hennes bror Frans I blev tillfångatagen av Karl V efter slaget vid Pavia 1525, blev Margareta utsedd för att resa till Spanien och förhandla om hans frigivning. Uppdraget gav henne internationell prestige, och hon imponerade på kejsaren med sin vältalighet och diplomatiska förmåga. Kejsaren ville dock inte acceptera lösensumma utan begärde hertigdömet Burgund. Till slut tvingades Frankrike gå med på en äktenskapsallians mellan Frans I och kejsarens syster och att utlämna kungens två systrar som gisslan tills giftermålet ägde rum. 
Efter hennes mors död 1531 fick Margareta ännu större inflytande på den franska regeringen som sin bror kungens rådgivare med plats i kungens hemliga råd. 1536 rapporterade den venetianska ambassadören att hon på grund av sin ställning som inofficiell rådsmedlem ständigt följde med kungen vart han än var. Under italienska kriget 1536–1538 arbetade hon för att samla militära förstärkningar för att stödja sin brors krig och skötte på hans önskan förhandlingarna för att övertala England att bilda en allians med Frankrike och Osmanska riket mot kejsaren. Hon hamnade i konflikt med den allt mäktigare Anne de Montmorency, och samarbetade med England för att motverka Montmorencys inflytande. 1540 erkände hon det inflytande hennes brors mätress utövade, och förklarade för den engelska ambassadören att även hon själv använde sig av mätressens mellanhand när hon bedömde att hon själv inte skulle bli framgångsrik i ett ärende.

### Drottning av Navarra
24 januari 1527 blev hon gift med kung Henrik II av Navarra. Giftermålet ägde rum på parets eget initiativ och var inte arrangerat av politiska skäl som kungliga äktenskap normalt var. Frans I samtyckte motvilligt till äktenskapet när han återvände till Frankrike 1526. Hennes make var en landsflyktig kung i exil som främst levde vid det franska hovet, då nästan hela Navarra låg under spansk ockupation. I samband med giftermålet lovade Frans I att återerövra Spanska Navarra åt sin svåger och syster. Detta innebar en fientlig akt mot kejsaren (som även var kung av Spanien) ur vars fångenskap han just hade frigetts. I äktenskapet föddes den senare drottning Johanna III av Navarra, mor till kung Henrik IV av Frankrike. Relationen mellan Margareta och Henrik II var lycklig i början, men efter de första åren levde paret skilda liv. 
Som drottning av Navarra vistades Margareta, liksom sin make, fortsatt ofta vid det franska hovet. Hon vistades i Navarra 1530, 1535, 1542-1543 och 1547. I Navarra vistades paret ofta vid Nerac på sommaren och i Pau på vintern, och slotten i båda dessa orter rustades upp och moderniserades. Margaretas hov, som kallades det "Nya Parnassus", var en samlingspunkt för lärda, vetenskapsmän och författare, och hon skrev själv både poesi och prosa. Inspirerad av Decamerone skrev hon en samling realistiska kärleksnoveller, L'Heptaméron, som utkom 1559. 
Inom Navarras gränser förföljdes inte protestanter, och regionen, som hade varit skeptisk mot katolicismen sedan förföljelserna av katarerna under 1200-talet, blev känd som en fristad för protestanter. Vid sitt hov välkomnade hon ett flertal religiösa oppositionella, bland dem Calvin. 
Hovet i Nerac har beskrivits som den sista blomstringen av trubadurkulturen, och kvinnorna, bland dem Helene de Tournon och Isabella av Navarra och Margareta själv, besjöngs av trubadurerna; Heptameron skrevs också som en serie kärlekshistorier som diskuterades vid hovet, så som var trubadurernas tradition. 

### Protestantism
Margareta var katolik men beskyddade hugenotterna. Hon önskade personligen en reformerad katolsk kyrka och var inte protestant, men hon brevväxlade med protestanter, och hon utnyttjade ofta sitt inflytande hos sin bror Frans I för att hindra honom att förfölja dem. Hon ingrep utan framgång för att rädda Louis de Berquin 1529, men lyckades år 1533 rädda Calvin från åtal. Det har spekulerats om Anne Boleyn fick sina protestantiska sympatier av Margareta under sin tid vid det franska hovet, men det är okänt om det var så. 
Hon utgav 1531 boken Miroir de l'âme pécheresse, som fördömdes som kätteri av teologerna på Sorbonne, som förklarade att Margareta borde åtalas för kätteri. Hennes bror kungen tvingade Sorbonne att be om ursäkt och förhindrade alla ingripanden mot henne personligen, men 1535 demonstrerade han sin trohet mot den katolska kyrkan genom att närvara med hela sitt hov vid avrättningen av tre kättare och brännandet av kätterska skrifter. 
Efter hennes bror Frans I:s död i mars 1547 förlorade Margareta allt politiskt inflytande och sin betydelse vid det franska hovet. Efter hans död levde hon större delen av sina sista två år i kloster. Hon avled i lunginflammation vintern 1549.

## Utgivet på svenska
- Heptameron: en samling noveller (översättning Holger Petersen Dyggve, Wahlström & Widstrand, 1954)